# Napoli Eden
Napoli Eden è un film documentario del 2020 diretto da Bruno Colella e incentrato sulla figura dell'artista Annalaura di Luggo.

## Trama
Viene seguito il viaggio creativo dell’artista Annalaura di Luggo nell'ideazione e nella creazione di quattro opere d’arte monumentali in alluminio riciclato, realizzate con la partecipazione di alcuni scugnizzi dei Quartieri Spagnoli e posizionate, come segno di riscatto, in luoghi simbolo della città di Napoli.

## Produzione
Il progetto pone l’attenzione sulla necessità di salvaguardare l'ambiente e si fa portatore di messaggi di rinascita etica e culturale facendo leva sull'inclusione sociale.

## Distribuzione
Distributore internazionale CINEDIGM. Napoli Eden è stato presentato in anteprima a Roma all'Arena Adriano Studios il 24 giugno 2020. Il documentario è stato, inoltre, selezionato nel palinsesto I talenti delle donne del Comune di Milano con una proiezione speciale all'Anteo Citylife il 17 Settembre 2020.
La prima negli Stati Uniti è stata a Miami al CMX Cinemas Brickell Center dal 13 al 19 novembre 2020.

## Accoglienza
Napoli Eden ha superato la selezione d'ingresso al concorso del Premio Oscar ed è entrato nella lista delle opere in corsa alla nomination per la 93ª edizione degli Oscar come miglior Feature Documentary.. È stato, inoltre, qualificato film d'essai ed è stato selezionato dal Ministero degli affari esteri e della cooperazione internazionale nell'ambito del Progetto promozione paese Italia nel mondo.

## Riconoscimenti
- 2020 - Hollywood Gold Awards
  - Miglior documentario[7]
- 2020 - Impact DOCS Awards California
  - Miglior documentario
- 2020 - L'Age d'Or International Arthouse Film Festival
  - Miglior documentario, migliore attrice e miglior regista[8]
- 2020 - Venice Film Awards
  - Miglior documentario
- 2020 - Social World Film Festival
  - Menzione Speciale della Giuria Critica ad Annalaura di Luggo[9]